# Lonkou Olivier Kini
Lonkou Olivier Kini (* 1943 in Mamou, Guinea) ist ein ehemaliger Botschafter der Republik Burkina Faso.

## Werdegang
Von 18. Februar 1967 bis 1980 war er Botschafter in Moskau mit Sitz in der Ulica Meschanskaya 17.
Anschließend war er Botschafter in Warschau. Am 31. Oktober 1980 empfing ihn Erich Honecker zur Entgegennahme des Beglaubigungsschreibens als Botschafter in Ost-Berlin.
1976 war er Mitglied der burkinabè Delegation zur Vollversammlung der Vereinten Nationen in New York City.
2011 wurde er mit dem Burkinabè Großkreuz ausgezeichnet.
Am 30. Oktober 2014 geriet seine Hand beim 2014 Burkinabé uprising an einen brennenden Autoreifen. Er erlitt Verbrennungen, wurde in das l’hôpital Blaise Compaoré eingeliefert, wo er am 4. November 2014 von Isaac Zida besucht wurde.
Bei dieser Gelegenheit regte Isaac Zida an, den Namen des Krankenhauses in Hama Arba Diallo, der bei dem Umsturz ums Leben kam, zu ändern.